# Mareuil-sur-Cher
 Mareuil-sur-Cher  es una población y comuna francesa, en la región de Centro, departamento de Loir y Cher, en el distrito de Romorantin-Lanthenay y cantón de Saint-Aignan.

## Demografía
| 1050 | 1033 | 1101 | 963 | 977 | 957 | 1058 |
| Para los censos de 1962 a 1999 la población legal corresponde a la población sin duplicidades (Fuente: INSEE [Consultar]) |      |      |     |     |     |      |